# حنان رحاب
حنان رحاب هي صحفية وسياسية ونائبة برلمانية مغربية وُلدت في مدينة الرباط في المغرب.

## مسيرتها المهنية والسياسية
عملت حنان رحاب في مجال الصحافة والإعلام فكتبت في العديد من الصحف والمجلات المحلية المغربية والعربية، ومن بينها جريدة الأحداث المغربية. أنتخبت حنان رحاب كعضو في البرلمان المغربي في الانتخابات التشريعية المغربية لعام 2016 وحتى عام 2021 عن الدائرة الانتخابية الوطنية الجزء الثاني المخصص للشباب من الجنسين كممثلة لحزب الاتحاد الاشتراكي للقوات الشعبية، وضمن الكتلة البرلمانية للفريق الاشتراكي، وكانت عضو لجنة المالية والتنمية الاقتصادية بمجلس النواب المغربي، إلى جانب كونها عضو بالمكتب التنفيذي للنقابة الوطنية للصحافة المغربية. وفي 7 أكتوبر عام 2022 انتُخبت حنان رحاب ككاتبة وطنية لمنظمة النساء الاتحاديات خلال المؤتمر الثامن للمنظمة والذي أقيم في منطقة بوزنيقة.